# 초콜릿 고마워
초콜릿 고마워(Nightcap, Merci Pour Le Chocolat)는 스위스에서 제작된 끌로드 샤브롤 감독의 2000년 범죄, 스릴러 영화이다. 이자벨 위페르 등이 주연으로 출연하였고 마린 카미츠 등이 제작에 참여하였다.

## 출연

### 주연
- 이자벨 위페르
- 자크 뒤트롱

### 조연
- 아나 무글라리스
- 로돌프 폴리
- 브리짓 캐틸론
- 미쉘 로빈
- 마티유 시모네

## 제작진
- 원작자: 샬롯 암스트롱
- 의상: 엘리자베스 타베르니에
- Ass-PD: 장 루이스 포세
- Ass-PD: 제라르드 루에이